# Algora (músico)
Algora, nombre artístico de Víctor Algora Alcolea (Madrid, 1984), es un músico, compositor y productor musical español.

## Biografía
Se crio en el municipio guadalajareño de Mandayona, donde residió hasta los 16 años. Guardan mucha importancia en su vida sus abuelos maternos, sus padres y sus hermanos, con los que se sintió apoyado en el proceso de salida del armario. No obstante, muestra las consecuencias del acoso homófobo en las letras de Pódium. Manifiesta que las letras de sus canciones relatan experiencias reales, con frecuencia personales.
Algora surgió como proyecto musical en 2004, cuando publicó las maquetas Planes de verano y Cosas del Star System. Ambas obtuvieron buenas críticas en el mundo del pop electrónico español. Posteriormente publicó su primer EP, que contenía ambas canciones. En 2006, firmó con la discográfica Dress For Excess, con la que publicó su primer disco, Planes de verano en 2007, y, al año siguiente, Nubes blancas. Sueños raros.
En 2010, se unieron los músicos Javier Castellanos, Nacho Carpejo y Rafa Casquel, junto a quienes publicó su tercer disco, Galimatías, donde los ritmos fueron menos electrónicos. Dos años después, en 2012, volvió al electropop y publicó Todo es mentira, seguido de Verbena en 2013, de la mano de la discográfica El genio equivocado. Tras una serie de sencillos y EPs, como Breve historia de la luna, que presentó en 2015 durante las fiestas del Orgullo de Madrid, publicó en 2017 Folclore del rascacielos. Tres años después, en 2020, publicó Un extraño entre las rosas, y al año siguiente Pódium.
En 2023 publicó El agua y el rayo junto a La Prohibida, donde fusionan italodiscopop, canción melódica, jota y copla. El disco fue financiado por crowdfounding y consta de edición en CD y en vinilo.

### Compositor
Como letrista, ha trabajado con La Prohibida, para quien compuso «Baloncesto» y «Bouvet». También ha creado bandas sonoras, como la del programa de La2 Nosotrxs Somos, o la música para la obra de teatro Gazoline.

## Vida privada
Víctor Algora es abiertamente homosexual.

## Discografía

### Maquetas
- Planes de verano (2004)
- Cosas del Star System (2004)

### Álbumes de estudio
- Planes de verano (2007)
- Nubes blancas. Sueños raros (2008)
- Galimatías (2010)
- Todo es mentira (2012)
- Verbena (2013)
- Breve historia de la luna (2015)
- Folclore del rascacielos (2017)
- Un extraño entre las rosas (2020)
- Pódium (2021)
- El agua y el rayo (2023, con La Prohibida)

### Canciones
- «Nosotrxs somos»[6]